# Hard for the Next
Hard for the Next è un singolo dei rapper statunitensi Moneybagg Yo e Future, pubblicato il 26 marzo 2021 come secondo estratto del quarto album in studio di Moneybagg Yo A Gangsta's Pain.

## Antefatti e composizione
In un'intervista con Zane Lowe di Apple Music del 26 marzo 2021, lo stesso giorno in cui il brano è stato pubblicato, Moneybagg Yo ha descritto la realizzazione del brano. Lui e Future si sono incontrati in studio e hanno ripassato diversi brani inediti, tra cui Hard for the Next, originariamente intitolato "Patek". Inoltre, ha affermato che Future è uno dei suoi cinque artisti preferiti. Nel testo, Moneybagg Yo "vizia la sua amante perché lei lo completa" e Future "vuole solo che il suo prossimo fidanzato sappia che lui era più ricco di lui".

## Promozione
Moneybagg Yo ha annunciato il brano e la data di uscita, insieme alla copertina, sui social media il 23 marzo 2021.

## Video musicale
Il video musicale ufficiale è stato pubblicato insieme alla canzone il 26 marzo 2021. I protagonisti sono Moneybagg Yo, Future e la fidanzata del primo, Ari Fletcher.

## Classifiche

### Classifiche settimanali
| Classifica (2021) | Posizione massima |
| ----------------- | ----------------- |
| Nuova Zelanda     | 40                |
| Stati Uniti       | 49                |